# Michael Probst
Michael Probst (22 de diciembre de 1995) es un deportista suizo que compitió en curling. Ganó una medalla de plata en el Campeonato Europeo de Curling Masculino de 2015.

## Palmarés internacional
| Campeonato Europeo | Campeonato Europeo  | Campeonato Europeo | Campeonato Europeo |
| Año                | Lugar               | Medalla            | Prueba             |
| ------------------ | ------------------- | ------------------ | ------------------ |
| 2015               | Esbjerg (Dinamarca) | Medalla de plata   | Equipo             |